# Triolena amazonica
Triolena amazonica är en tvåhjärtbladig växtart som först beskrevs av Pilg., och fick sitt nu gällande namn av John Julius Wurdack. Triolena amazonica ingår i släktet Triolena och familjen Melastomataceae. Inga underarter finns listade i Catalogue of Life.